# Mantella laevigata
Mantella laevigata Methuen and Hewitt, 1913 è una rana della famiglia Mantellidae, endemica del Madagascar.

## Biologia
Si riproduce esclusivamente nei fitotelmi che si formano nei fusti di Bambusa vulgaris, Valiha diffusa o altre specie di bambù.

## Distribuzione e habitat
È una specie endemica del Madagascar nord-orientale, da Marojejy a sud sino a Betampona.
Si trova dal livello del mare sino a 600 m di altitudine.

## Conservazione
La Lista rossa IUCN classifica Mantella laevigata come specie a rischio minimo di estinzione (Least Concern).
Parte del suo areale ricade all'interno di aree protette quali il Parco nazionale di Mananara Nord, il Parco nazionale di Marojejy, il Parco nazionale di Masoala, la Riserva speciale di Nosy Mangabe e la Riserva naturale integrale di Betampona.